# 程志明
程志明（1964年2月—），男，汉族，河南虞城人，中华人民共和国政治人物。郑州粮食学院粮食加工工程专业毕业，大学本科学历，工学学士学位。

## 生平
1980年9月，在郑州粮食学院粮油工业系加工工程专业学习。1984年7月参加工作，任职于河南省经委、河南省计经委，历任食品办科员（1984年7月）、投资处科员（1988年10月）、投资处副主任科员（1989年1月）、投资处主任科员（1991年8月）。1987年3月加入中国共产党。1995年1月，在河南省经济贸易委员会工作，历任技改处主任科员（1995年1月）、技改处副处长（1996年5月）、技改处处长（1997年12月）、投资与规划处处长（2000年8月）、副主任（2001年4月）。2002年7月，任中共新乡市委常委、新乡市副市长。2004年2月，任中共开封市委常委、副市长（2008年3月至2009年1月，在中央党校第八期中青年干部培训二班学习）。2009年2月，任河南省水利厅副厅长。2011年9月，任河南省人民政府副秘书长。2013年4月，任中共南阳市委副书记、副市长、代市长（2013年5月当选市长）。2016年5月，任中共郑州市委副书记，郑州市副市长、代理市长。2018年1月，调任黑龙江省人民政府副省长。2021年8月，免去黑龙江副省长职位。